# Гранд-Рапідс Чартер, Мічиган
Гранд-Рапідс Чартер Тауншип (англ. «Grand Rapids Charter Township») — цивільне містечко округу Кент у штаті Мічиган США. Населення за переписом 2010 року становило 16 661 особу.
Містечко межує з Гранд-Рапідс на заході, та Іст-Гранд-Рапідс на південному заході, але місто має автономію.

## Спільноти
- Нортв'ю — це некорпорована громада та відведене для перепису місце (CDP), дуже невелика частина якої розташована в межах містечка Гранд-Рапідс. Більшість CDP розташована на півночі в містечку Плейнфілд.

## Історія
Містечко було вперше засновано в 1834 році під назвою Кент Тауншип. На той час село Гранд-Рапідс входило до складу містечка, і в 1842 році штат перейменував селище на Гранд-Рапідс Чартер. Село було зареєстровано, як автономне місто, що складалось з частин містечка в 1850 році. У 1979 році місто Гранд-Рапідс стало чартерним містечком.

## Географія
За даними Бюро перепису населення США, селище має загальну площу 15,56 квадратної милі (40,30 км2), з яких 15,34 квадратної милі (39,73 км2) — суша і 0,22 квадратної милі (0,57 км2) (1,41 %) — вода.

### Основні магістралі
- I-96 дорога проходить по діагоналі на північний захід через частини містечка.
- M-21 магістраль проходить зі сходу на захід через південну частину міста.
- M-44 магістраль проходить через центр міста з півдня на північ.

## Демографія
Згідно з переписом 2000 року, у селищі проживало 14 056 осіб у 4 852 домогосподарствах у складі 3 779 родин. Щільність населення становила 911,6 на квадратну милю (351,9/км2). Було 5000 житлових одиниць із середньою щільністю 324,3 на квадратну милю (125,2/км2). Расовий склад містечка: 95,80 % білих, 0,99 % афроамериканців, 0,18 % індіанців, 1,44 % азіатів, 0,01 % жителів тихоокеанських островів, 0,53 % представників інших рас і 1,05 % представників двох або більше рас. Латиноамериканці будь-якої раси становили 1,30 % населення.
Було 4852 домогосподарства, з яких 40,3 % мали дітей віком до 18 років, які проживали з ними, 70,4 % були подружніми парами, які проживали разом, 6,0 % мали жіночу сім'ю без чоловіка, а 22,1 % не мали сім'ї. 19,8 % усіх домогосподарств складалися з окремих осіб, а в 11,7 % проживали самотні особи віком 65 років і старше. Середній розмір домогосподарства становив 2,78, а середній розмір сім'ї — 3,22.
Населення містечка було розкидане: 29,0 % осіб віком до 18 років, 6,0 % — від 18 до 24 років, 24,9 % — від 25 до 44 років, 24,7 % — від 45 до 64 років і 15,4 % — віком від 65 років. Середній вік становив 40 років. На кожні 100 жінок припадав 91,0 чоловік. На кожні 100 жінок віком від 18 років припадало 86,4 чоловіка.
Середній дохід на одну сім'ю в містечку становив 66 250 доларів США, а середній дохід на сім'ю — 76 021 долар. Чоловіки мали середній дохід 52 135 доларів проти 36 011 доларів жінок. Дохід на душу населення в містечку становив 30 531 долар США. Близько 2,6 % сімей і 3,2 % населення перебували за межею бідності, включаючи 3,4 % осіб у віці до 18 років і 4,1 % осіб у віці 65 років і старше.